# (3295) Murakami
(3295) Murakami es un asteroide perteneciente al cinturón de asteroides, descubierto el 17 de febrero de 1950 por Karl Wilhelm Reinmuth desde el Observatorio de Heidelberg-Königstuhl, Alemania.

## Designación y nombre
Designado provisionalmente como 1950 DH. Fue nombrado Murakami en honor al astrónomo japonés Murakami Tadayoshi.